# NPC

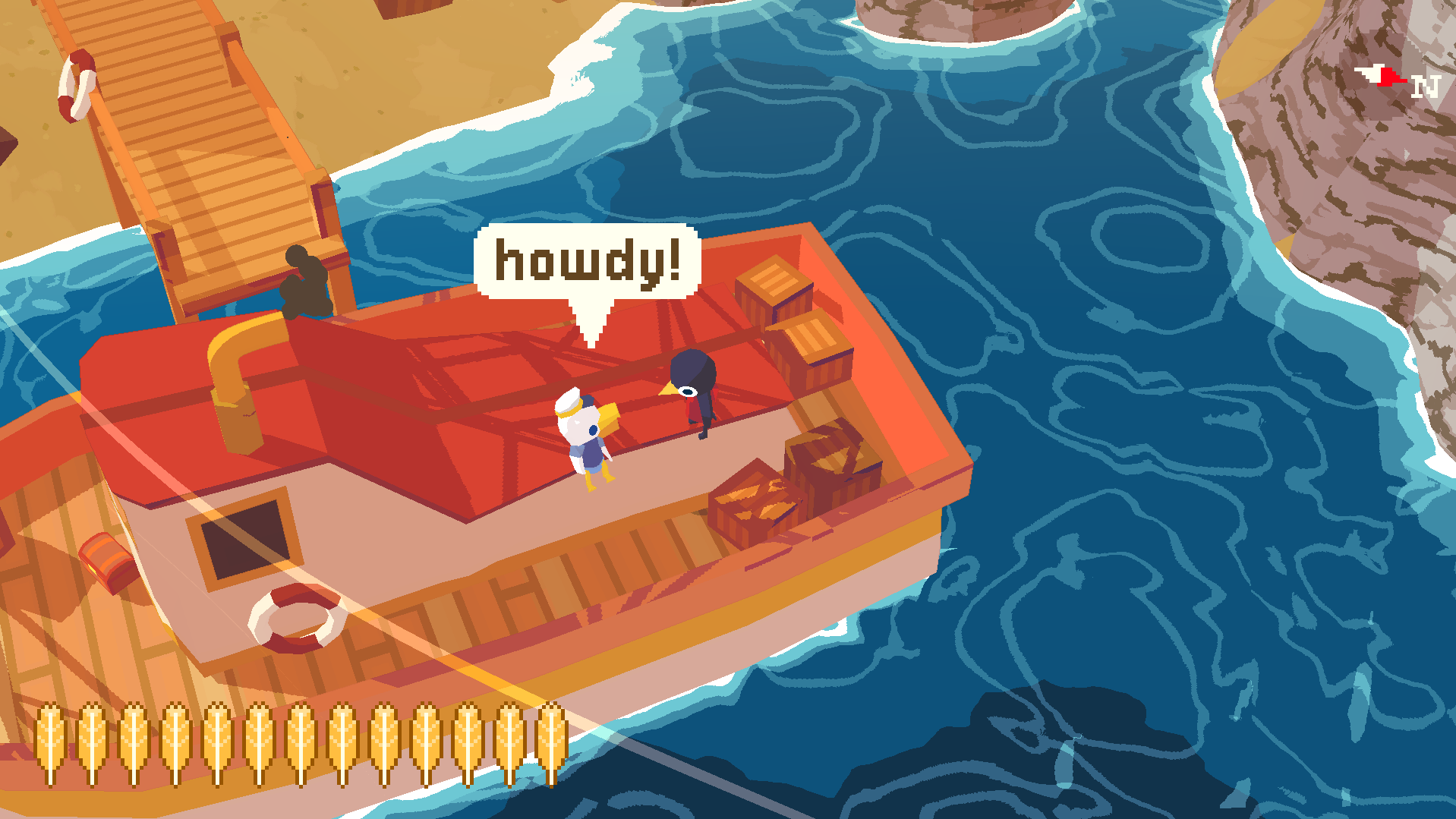
Nehráčská postava zdraví hráče ve videohře A Short Hike z roku 2019.

NPC (non-player character; česky nehráčská postava) je postava v počítačové hře (nejčastěji ve hře na hrdiny), kterou neovládá hráč, ale počítač.
Tyto postavy s umělou inteligencí jsou v herním světě různých počítačových her, ať už za účelem interakce s hráči (obchodníci pro nákup, trenéři pro výcvik, nebo jen postava uvádějící příběh), nebo účelem čistě dekorativním a doplňkovým (děti pobíhající po vesnici). Pojem NPC se rozšířil hlavně díky hrám MUD a MMORPG, kde je během hry potřeba rozlišovat, zda danou postavu ovládá hráč či systém.
Opakem je herní postava (též hráčská postava, anglicky: Player Character, PC).